# 프로타고라스
프로타고라스(고대 그리스어: Πρωταγόρας, Protagoras, 기원전 490년경/485년 - 기원전 415년/410년)는 고대 그리스의 대표적인 소피스트이다. F.Ｃ.Ｓ. 실러는 프로타고라스를 프래그머틱한 휴머니즘의 시조라고 하여 높이 평가하였다.

## 생애
프로타고라스의 출생과 사망 연대에 관해서는 문헌상 확실한 기록이 남아 있지 않다. 기원전 5세기 초에 고대 그리스의 북부 지방 트라키아의 압데라에서 탄생하였으며 유명한 철학자 데모크리토스와 같은 고향 출신이다. 그의 성장과 교육 과정에 대해서도 크게 알려지지 않았으며, 그의 후의 활동과 사상으로 미루어보아 아마 당시에 배울 수 있는 모든 분야(문법, 수사학, 수학, 고전문학 등등)를 두루 교육을 받은 것으로 보인다.

## 사상과 활동
프로타고라스는 소피스트라는 이름아래 철학 및 문명사에서 처음으로 손꼽히는 사상가, 교육자, 정치가로 손꼽히며, 그가 주장한 교육의 목적과 방법은 플라톤이 쓴 대화록 《프로타고라스》에서 비판적으로 토론되었으며 그리고 그의 철학 사상의 골자를 이루는 주관주의 역시 플라톤의 《테아이테토스》에서 진지하게 논의되었다.
헤라클레이토스의 영향을 받아 파르메니데스에 반대하여 프로타고라스는 '인간은 만물의 척도'라고 주장하였다. '인간은 만물의 척도'라는 것은, 인간은 인식하기를 제각각 인식하여 사물을 절대적이지 않고 상대적으로 본다는 뜻이다. 인간이 가지게 되는 지식은 인간의 인식에 기초하는데, 이 인식은 또한 인간의 감각에 기반을 두고 있어서, 인간의 감각 기관에 의해서 인식되는 것이 각각 다르므로 지식 또한 사람마다 다르다는 상대주의적 진리론을 주장한 것이다. 또한, 그는 "약한 언론을 강한 언론으로 한다"고 주장하였는데, 개인의 감각(경험)을 거듭 쌓음으로써 현명한 정도에 우열이 있으므로 공공 단체는 그 우수한 것에 인도되지 않으면 안 되며, 개인은 감각(자연 상태)에 머물러 있지 않은 공공적으로 뛰어난 지식을 지니도록 교육을 받을 필요가 있다는 것을 의미한다.

## 프로타고라스의 재판
궤변과 관련하여 ‘프로타고라스의 재판’에 대한 유명한 일화가 있다. 자신의 논리에 대해 강한 자신감을 갖고 있던 프로타고라스는, 어느날, 한 청년으로부터 그의 논법을 가르쳐달라는 부탁을 받았다. 이때 청년이 “돈이 없어도 논법을 배울 수 있느냐”고 묻자, 프로타고라스는 “그것은 너에게 달려있다”고 하며, “공부가 끝난 뒤, 치른 첫 재판에서 이기면 그 돈으로 수업료를 지급하는 조건으로, 수업료를 외상으로 해주겠다”고 하였다. 청년은 그의 배려로 수업을 마쳤으나, 청년은 어떤 재판도 치르지 않고 놀기만 했다.
결국, 프로타고라스는 수업료를 받기 위해 제자를 고소하고는, 재판정에서 청년에게 “어차피 너는 수업료를 물게 되어 있다. 재판에서 이기면 나와의 계약으로, 지면 재판장의 판결에 따라 수업료를 물어야 한다”라고 말하였다. 그러나 청년은 오히려 스승에게 “저는 수업료를 물 필요가 없습니다. 이기면 수업료를 안 내도 된다는 판결로, 지면 스승님과의 계약에 따라 물지 않아도 됩니다”라고 말하였고, 이로 인해, 프로타고라스는 큰 곤욕을 치러야 했다. 이는 그의 논법이 서로 다른 해석에 따라 전혀 다른 결과를 낳을 수도 있는 논리적 오류를 갖고 있음을 지적한 이야기이다.

## 같이 보기
- 인간중심주의
- W. K. C. 거스리